# Granjal
Granjal é uma povoação portuguesa sede da Freguesia de Granjal do Município de Sernancelhe, freguesia com 16,84 km² de área e 282 habitantes (censo de 2021), tendo, por isso, uma densidade populacional de 16,7 hab./km².

## Demografia
A população registada nos censos foi:
| Distribuição da População por Grupos Etários | Distribuição da População por Grupos Etários | Distribuição da População por Grupos Etários | Distribuição da População por Grupos Etários | Distribuição da População por Grupos Etários |
| -------------------------------------------- | -------------------------------------------- | -------------------------------------------- | -------------------------------------------- | -------------------------------------------- |
| Ano                                          | 0-14 Anos                                    | 15-24 Anos                                   | 25-64 Anos                                   | > 65 Anos                                    |
| 2001                                         | 45                                           | 55                                           | 150                                          | 55                                           |
| 2011                                         | 26                                           | 33                                           | 149                                          | 64                                           |
| 2021                                         | 15                                           | 21                                           | 169                                          | 77                                           |

## Património
- Igreja Matriz de Nossa Senhora das Neves do Granjal;
- Capela de Nossa Senhora da Aparecida;
- Capela de Santo António.